# Neaethus sinehamatus
Neaethus sinehamatus är en insektsart som beskrevs av Doering 1939. Neaethus sinehamatus ingår i släktet Neaethus och familjen sköldstritar. Inga underarter finns listade i Catalogue of Life.